# Mike Shiva
Mike Shiva (* 17. Juni 1964 in Basel; † 11. September 2020 ebenda; heimatberechtigt in Rüdtligen-Alchenflüh) war ein Schweizer Unternehmer, Fernsehmoderator und Kolumnist, der als Hellseher und Wahrsager auftrat.

## Leben
Mike Shiva wurde als Michel Wehner in Basel geboren. Er verbrachte seine Schulzeit in Basel, wo er später auch lebte. Im Jahr 1998 änderte er seinen Namen offiziell in Mike Shiva. Eine Zeit lang bereiste er mit einem Wohnwagen die Schweiz, Österreich und Deutschland.
Shiva wurde mit seinen esoterischen Tätigkeiten als Hellseher, Wahrsager, Kartenleger und Hypnotiseur eine der bekanntesten, aber auch kontroversesten Medienpersönlichkeiten der Schweiz. Seine Dienste bot Shiva über mehrere kostenpflichtige Mehrwertdienstnummern an. Wegen seiner Geschäftspraxis wurde Shiva unter anderem von der Stiftung für Konsumentenschutz, dem Konsumentenmagazin K-Tipp und der Fernsehsendung Kassensturz vorgeworfen, Geld mit verzweifelten Personen zu machen. Vom Zürcher Sektenexperten Hugo Stamm wurde er der «Abzockerei» bezichtigt, er gebe «Binsenwahrheiten und psychologisches Pseudowissen ab, die auf jeden zutreffen können», es gehe ihm vor allem um Geld und Erfolg. Bereits 2005 äusserte sich Fernsehmoderator und TV-Satiriker Frank Baumann in einem Artikel in der Zeitschrift Tele satirisch über Shiva und warf ihm «Abzockerei» vor. 2011 wurde bekannt, dass die Berner Steuerverwaltung gegen Shiva ein Nach- und Strafsteuerverfahren durchführte.
Shiva lebte mit verschiedenen Lebenspartnern zusammen. Am 11. September 2020 starb Shiva im Alter von 56 Jahren in einem Basler Spital. Er litt an Darmkrebs und hatte einen Hirntumor.

## Medienpräsenz
Shiva beriet Zuschauer und Hörer kostenpflichtig bei Wahrsagersendungen, hatte eine regelmässige Sendung bei Radio Basel 1 und trat mehrmals bei Sendungen des SRG und der ARD als Gast auf. Zunächst legte er auf BTV4U im Format «Fresh4u: Blick in die Zukunft» für Anrufer Karten. 2005 verliess Shiva den Sender. Danach war er 2006 während sechs Folgen in der schweizerischen Comedysendung «BallaBalla – VIVA la WM» auf VIVA (Schweiz) zu sehen, in welcher er den Ausgang der anstehenden Fussballspiele um den FIFA-Pokal vorherzusagen versuchte. Später moderierte er beim Schweizer TV-Sender Schweiz 5 praktisch täglich mehrere Stunden die Sendung «Mike Shiva – Die Zukunft», welche dem Programmgefäss seiner vorherigen Tätigkeit bei NBC ähnelte. Derselbe Sender strahlte gelegentlich die von Shiva geführte Talkshow «Mike Shiva & Gäste» aus.
Ab 2016 produzierte Shiva seine TV-Sendung Shiva Live auf dem TV-Sender Schweiz5 und auf der offiziellen Webseite shivalive.tv mit einem neuen Team und neuen Partnern. Nach zwölf Jahren hatte er sich mit seinem damaligen Arbeitgeber, Manager und Geschäftspartner zerstritten, da beim Verkauf kein Geld geflossen sei. Bis 2016 sendete Mike Shiva täglich rund um die Uhr ein Astrologie- und Esoterikprogramm auf verschiedenen TV-Sendern und moderierte zudem täglich Beratungs-Sendungen auf TV24 Schweiz, S1 TV Schweiz und dem Schweizer Sportfernsehen. Vereinzelt war er auch Studiogast beim Schweizer Fernsehen, so zum Beispiel im Club am 9. Januar 2007 oder bei Schawinski am 9. Dezember 2013 zum Thema Horoskop und Wahrsagerei: Lebenshilfe oder Hokuspokus? Im August 2018 nahm Mike Shiva an der deutschen Sendung Promi Big Brother teil und belegte dort den 10. Platz.
Ab Mai 2014 schrieb Shiva eine wöchentliche Kolumne in der Basler Zeitung, er wurde ab und zu auch in der Boulevardzeitung Blick erwähnt.

### Fernsehauftritte (Auswahl)
- 2013: Schawinski
- 2018: Promi Big Brother (Staffel 6)
- 2018: Sat.1-Frühstücksfernsehen

## Publikationen
- Sehen und gesehen werden – eine nachhaltige Methode sein Leben selbst zu gestalten. Marketing Projects, Basel 2004, ISBN 3-033-00297-8.
- Ich, Mike Shiva – Die Wahrheit über die «Wahrheit». Cameo, Bern 2018, ISBN 978-3-906287-47-8.